# Steyerbromelia
Steyerbromelia L.B.Sm é um género botânico pertencente à família Bromeliaceae, subfamília Pitcairnioideae.
São plantas nativas da Venezuela.
O gênero foi nomeado em honra ao norte-americano Julian A. Steyermark (1909-1988), coletor de plantas, autor e editor.

## Espécies
- Steyerbromelia deflexa L.B.Smith & Robinson
- Steyerbromelia diffusa L.B.Smith, Steyermark & Robinson
- Steyerbromelia discolor L.B.Smith & Robinson
- Steyerbromelia plowmanii
- Steyerbromelia neblinae B.Holst
- Steyerbromelia ramosa (L.B.Smith) B.Holst
- Steyerbromelia thomasii (L.B.Smith, Steyermark & H. Robinson) B.Holst